# Budownictwo antysejsmiczne
Budownictwo antysejsmiczne polega na takim konstruowaniu budowli, aby mogły one przetrwać skutki trzęsień ziemi bez nadmiernych uszkodzeń konstrukcji nośnej. Projektowanie takie polega na wykorzystaniu efektu bezwładności masy. Efekt ten można prześledzić na prostym modelu liniowym złożonym z dużej masy przymocowanej do miękkiej sprężyny, której drugi koniec poddany jest szybkim drganiom. Masa "nie nadąża" za tymi drganiami i wykonuje tylko niewielkie ruchy dokoła swojego stanu równowagi. Te niewielkie ruchy w praktyce powodują tylko uszkodzenia drgającej konstrukcji ale zazwyczaj nie powodują jej katastrofy.
- Budynki niskie i średniowysokie mogą być chronione na trzy różne sposoby:

1. Sztywna konstrukcja budynku wsparta na fundamentach typu rolkowego albo poduszkowego utworzonego z warstw tłumiąco poślizgowych – w czasie trzęsienia ziemi drgania podłoża przenoszą się na budynek w ograniczonym stopniu; ostatnio stosowane są budynki "lewitujące" na specjalnych poduszkach powietrznych umieszczonych pomiędzy dwiema płytami fundamentowymi i uruchamianych przez system komputerowy, gdy czujniki wykażą przekroczenie dopuszczalnych wartości drgań.
2. Dolna kondygnacja ma "miękkie" słupy resorujące górne, sztywne kondygnacje; w czasie trzęsienia ziemi na obu końcach dolnych słupów (tam gdzie występuje największe zginanie) materiał ulega uplastycznieniu pochłaniając energię drgań i powodując niewielkie drgania wyższych kondygnacji.
3. Na wszystkich kondygnacjach konstrukcja budynku wyposażona jest w tłumiki, które zaczynają działać pochłaniając energię i zezwalając na niewielkie ruchy, gdy drgania budowli przekroczą pewien określony poziom.

- Budynki wysokie i bardzo wysokie charakteryzują się stosunkowo wiotką konstrukcją, która na trzęsienie ziemi odpowiada powstawaniem drgań giętnych jako wspornikowej całości. Ograniczenie tych drgań wymaga zastosowania dużej dodatkowej masy z układem tłumiącym, umieszczonej w górnej części budynku w charakterze wahadła. Przy tym rozwiązaniu ruchem wahadła steruje system komputerowy.